# Engelhardtsgrün
Engelhardtsgrün ist ein Ort in der Gemeinde Bösenbrunn im sächsischen Vogtlandkreis.

## Geographie
Das Waldhufendorf Engelhardtsgrün liegt westlich von Bobenneukirchen südlich der Talsperre Dröda etwa 5 km von der Sächsisch-Bayerischen Grenze entfernt auf rund 513 m. Westlich von Engelhardtsgrün liegt die Vorsperre Ramoldsreuth im Tal des Feilebaches, an deren Stelle sich früher das Dorf Ramoldsreuth befand.

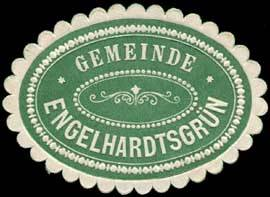
Siegelmarke der eigenständigen Gemeinde Engelhardtsgrün

## Geschichte
Engelhardtsgrün wurde spätestens 1390 als Engelbrechtsgrune erstmals erwähnt. Spätere Namensformen sind Engilwartisgrune (1413), Engelbartzsgruͤn (1467), Engelwartsgruhnn (1542), Engelsgrun (1579), Engelhardtsgrün (1590), Engelsgrün (1750) und Engelhardtsgruͤn, Engelsgruͤn (1791).
1542 war Engelhardtsgrün anteilig Amtsdorf, und dem Rittergut Geilsdorf und der Pfarrkirche Oelsnitz untertan. 1764 war es ebenfalls anteilig Amtsdorf und teils den Rittergütern Türbel-Pirk und Wiedersberg untertan. Entsprechend gehörte der Ort zum Amt Voigtsberg im Vogtländischen Kreis und später dem Gerichtsamt Oelsnitz, der Amtshauptmannschaft Oelsnitz und dem (Land-)Kreis Oelsnitz, bis dieser im heutigen Vogtlandkreis aufging. 1973 wurde Engelhardtsgrün zunächst nach Bobenneukirchen eingemeindet, das 1994 in der neuen Gemeinde Bösenbrunn aufging.
| Jahr          | 1583             | 1764              | 1834 | 1871 | 1890 | 1910 | 1925 | 1939 | 1946 | 1950 | 1964 |
| ------------- | ---------------- | ----------------- | ---- | ---- | ---- | ---- | ---- | ---- | ---- | ---- | ---- |
| Einwohnerzahl | 9 besessene Mann | 11 besessene Mann | 65   | 69   | 71   | 69   | 70   | 61   | 79   | 87   | 43   |

1925 waren alle Einwohner Lutheraner. 1910 war Engelhardtsgrün vor Zettlarsgrün, das direkt südlich von Engelhardtsgrün liegt, und Dechengrün, das ebenfalls dem Talsperrenbau zum Opfer fiel, auf dem drittletzten Platz 91 der Einwohnerstatistik in der Amtshauptmannschaft Oelsnitz.

## Belege
1. 1 2  Engelhardtsgrün – HOV | ISGV. Abgerufen am 19. Dezember 2023.